# Kairos 4Tet

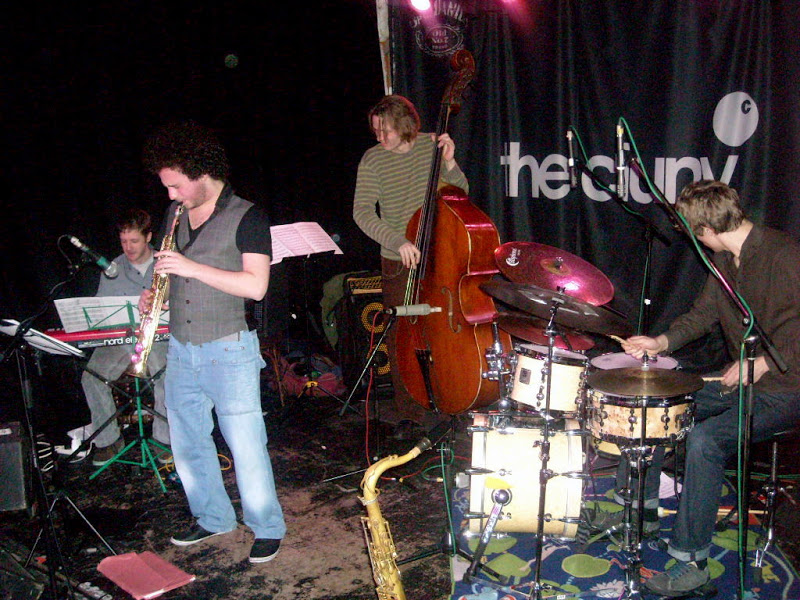
Kairos 4Tet (2010)

Kairos 4Tet ist eine in Großbritannien tätige multinationale Jazzband, die im Jahr 2008 gegründet wurde. Das Quartett wird von Adam Waldmann am Saxophon geleitet; weitere Mitglieder sind Ivo Neame an den Keyboards und Synthesizern, Jasper Høiby am Bass und Jon Scott am Schlagzeug.

## Hintergrund und Geschichte
Der Name der Band leitet sich von einem altgriechischen Wort ab (altgriechisch Καιρός), das „der günstige oder richtige Zeitpunkt“ bedeutet. Waldmann hat am Trinity College London bei Julian Argüelles und Yuri Honing studiert und mit Alicia Keys, Mark Ronson, Mark Guiliana, Alan Hampton, Paloma Faith, Omar Lye-Fook und Tinie Tempah gearbeitet. 2008 gründete Waldmann die Band; im Folgejahr veröffentlichte die Band das selbstproduzierte Debütalbum Kairos Moment.  Das Quartett arbeitete auf seinen drei Alben für einzelne Titel mit der Sängerin Emilia Mårtensson. 2013 trat die Band in Jamie Cullums BBC Radio 2 Show auf. 

## Preise und Auszeichnungen
2011 wurde die zweite Veröffentlichung von Kairos 4Tet, Statement of Intent, auf Platz 2 der Alben des Jahres des Mojo Magazins gewählt; das führte zum Gewinn des MOBO Awards für den besten Jazz-Act.
2014 wurden sie bei den Parliamentary Jazz Awards für das Jazz-Ensemble des Jahres nominiert.

## Diskographie
- Kairos Moment (Kairos, 2009)[3]
- Statement of Intent (Edition Records)[4]
- Everything We Hold (Naim, 2013)[5]